# 입체뇌전도
입체뇌전도(Stereoelectroencephalography, sEEG)는 대뇌에 전극을 삽입하여 깊이에 따른 뇌전도를 측정할 수 있는 방식이다. 치유가 힘든 뇌전증 환자에게 뇌전증 발작을 억제하려고 대증적인 목적에서 주로 삽입한다. 깊이에 따른 뇌 신호의 정보를 얻을 수 있어 뇌-컴퓨터 인터페이스 등 다양한 연구분야에서 사용되기도 한다.

## 역사
1974년에 프랑스 파리의 상 안느 병원 연구팀이 뇌전증 발작이 일어나는 정확한 부위를 특정하기 위해 처음으로 개발했다. 뇌출혈이나 감염 등 부작용이 발생할 확률은 1% 미만이다. 이런 까닭에 심각한 뇌전증 환자에게 일부 시술되기도 한다.

## 같이 보기
- 뇌피질전도